# Tusnad Cycling Team/Saison 2012
Dieser Artikel listet Erfolge und Fahrer des Radsportteams Tusnad in der Saison 2012 auf.

## Erfolge in der UCI Europe Tour
| Datum      | Rennen                                       | Kat. | Sieger            |
| ---------- | -------------------------------------------- | ---- | ----------------- |
| 5. Juni    | 5. Etappe Romanian Cycling Tour              | 2.2  | Matija Kvasina    |
| 2.–9. Juni | Gesamtwertung Romanian Cycling Tour          | 2.2  | Matija Kvasina    |
| 24. Juni   | Moldawische Meisterschaft – Einzelzeitfahren | CN   | Sergiu Cioban     |
| 21. Juli   | Central European Tour Miskolc Grand Prix     | 1.2  | Krisztián Lovassy |
| 11. August | 3. Etappe Tour of Szeklerland                | 2.2  | Matija Kvasina    |
| 12. August | 4a. Etappe Tour of Szeklerland (EZF)         | 2.2  | Matija Kvasina    |

## Platzierungen in UCI-Ranglisten
| UCI Continental Circuit | Platz |
| ----------------------- | ----- |
| UCI Asia Tour 2012      | 67    |
| UCI Europe Tour 2012    | 33    |

## Zugänge – Abgänge
| Zugänge                     | Team 2011                     | Abgänge           | Team 2012             |
| --------------------------- | ----------------------------- | ----------------- | --------------------- |
| Jewgeni Gerganow            | Konya Torku Şeker Spor-Vivelo | Maik Robert Cioni | Uzbekistan Suren Team |
| Daniel Bogomilow Petrow     | Konya Torku Şeker Spor-Vivelo | Daniel Domínguez  | Team NSP-Ghost        |
| Krisztián Lovassy           | Ora Hotels Carrera            | Georgi Georgiew   | Unbekannt             |
| Tamaș Csicsaky              | Tusnad Cycling Team (2009)    | László Mădăraș    | Unbekannt             |
| Arnold Lukács               | Neoprofi                      | Lóránd Mihály     | Unbekannt             |
| Imre Török                  | Neoprofi                      | Attila Olah       | Unbekannt             |
| Matija Kvasina (ab 1. Juni) | Loborika Favorit Team         | Hunor Végh        | Unbekannt             |

## Mannschaft
| Name                      | Geburtstag       | Nationalität |
| ------------------------- | ---------------- | ------------ |
| Alexandr Braico           | 5. März 1988     | Moldau       |
| Sergiu Cioban             | 7. März 1988     | Moldau       |
| Tamaș Csicsaky            | 4. Juni 1980     | Rumänien     |
| Jewgeni Gerganow          | 1. Oktober 1975  | Bulgarien    |
| Matija Kvasina            | 4. Dezember 1981 | Kroatien     |
| Nándor Lazăr              | 25. März 1992    | Rumänien     |
| Krisztián Lovassy         | 23. Juni 1988    | Ungarn       |
| Arnold Lukács             | 30. Juni 1993    | Rumänien     |
| Carol Eduard Novak        | 28. Juli 1976    | Rumänien     |
| Daniel Bogomilow Petrow 1 | 31. Oktober 1982 | Bulgarien    |
| Szabolcs Sebestyén        | 23. März 1992    | Rumänien     |
| Marcel Ternovšek          | 18. Februar 1987 | Slowenien    |
| Imre Török                | 24. April 1965   | Rumänien     |